# 市川鹽濱站
市川鹽濱站（日语：／ Ichikawa-shiohama eki */?）是位於日本千葉縣市川市鹽濱二丁目，屬於東日本旅客鐵道（JR東日本）京葉線的鐵路車站。車站編號是JE 09。
此站是往西船橋站的聯絡線的京葉線高谷支線分岔站，武藏野線直通列車途經此站、高谷支線、西船橋站進入武藏野線。另外，此站為方便起見，只將本線部分標示為「京葉線」，高谷支線標示為「武藏野線」。

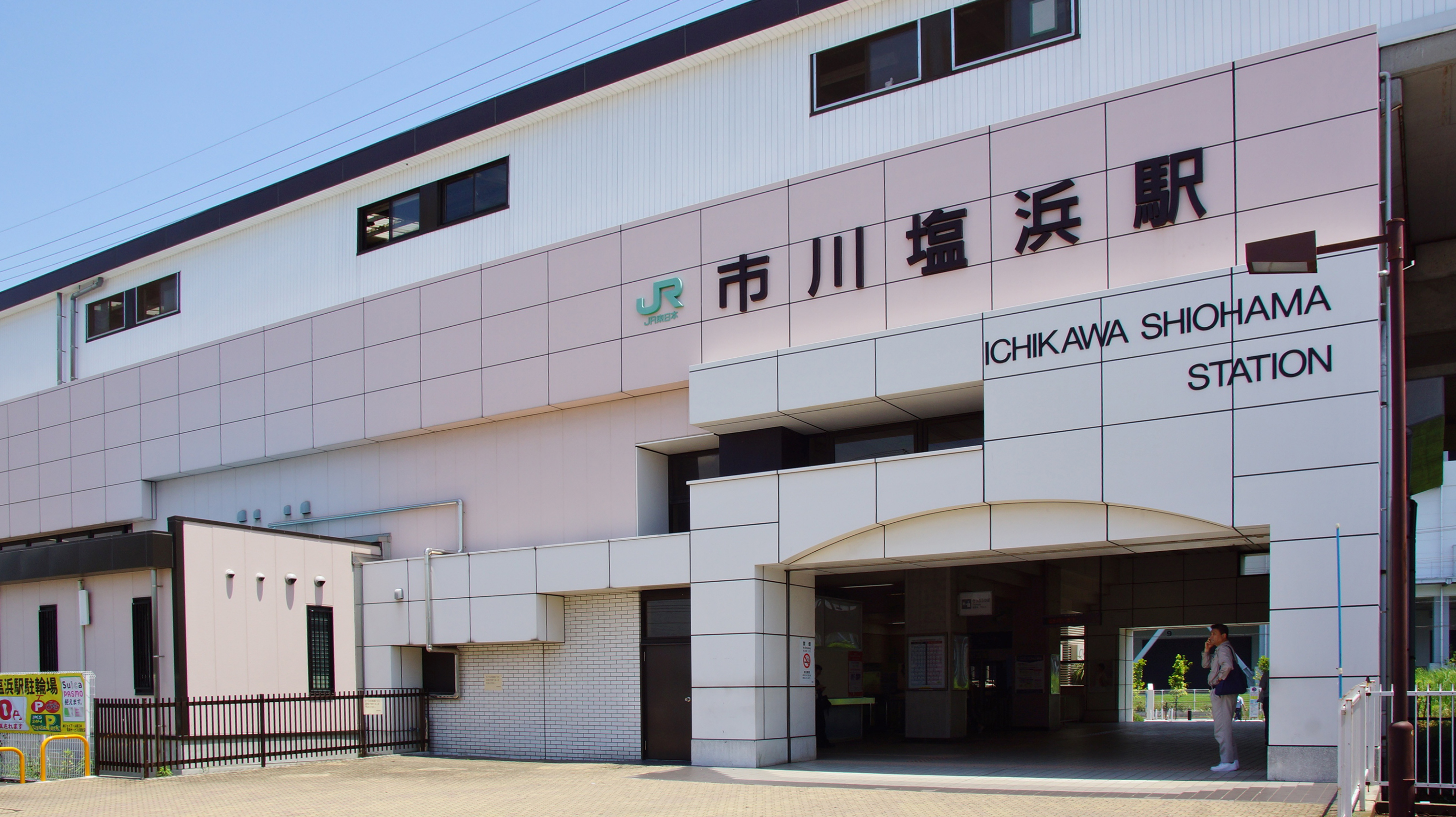
北口（2014年7月）

## 車站構造
對向式月台2面2線的高架車站。站舍位於高架下。

### 月台配置
| 月台 | 路線     | 方向 | 目的地             |
| ---- | -------- | ---- | ------------------ |
| 1    | 京葉線   | 下行 | 海濱幕張、蘇我方向 |
| 1    | 武藏野線 | -    | 西船橋、新松戶方向 |
| 2    | 京葉線   | 上行 | 新木場、東京方向   |

（來源：JR東日本:車站構內圖 （页面存档备份，存于））

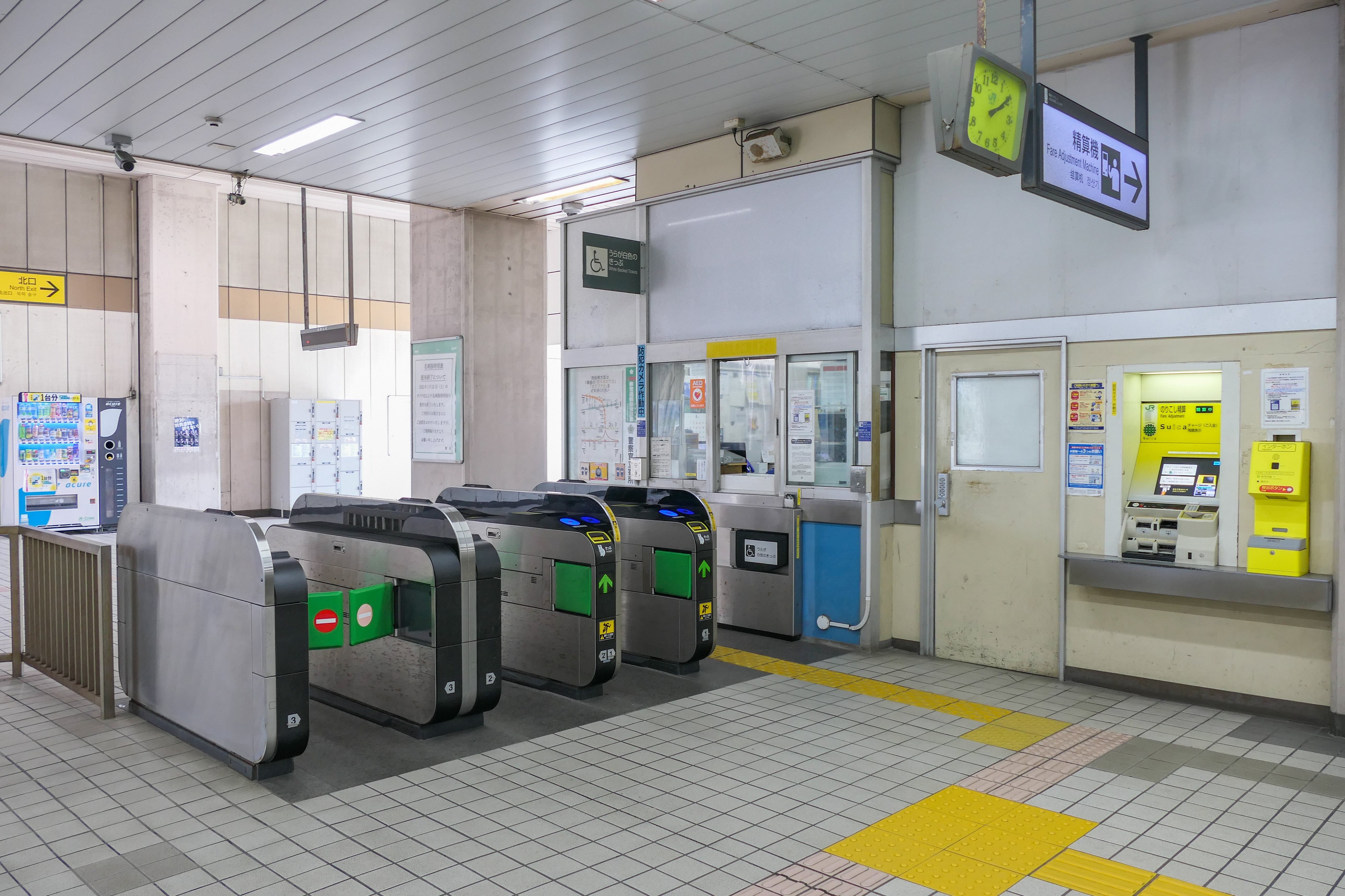
閘口（2022年8月）
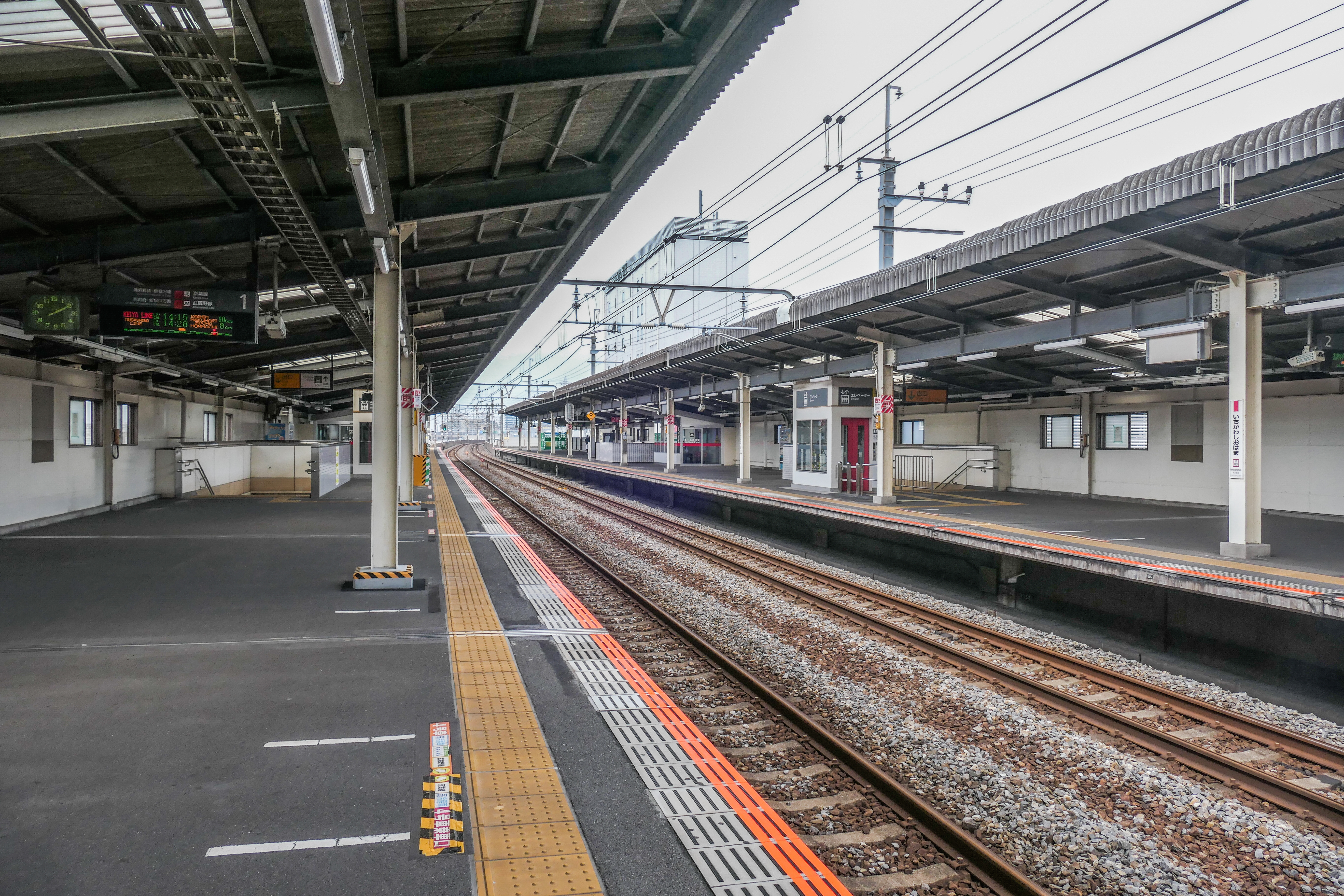
月台（2022年8月）

## 使用情況
2019年（令和元年）度的1日平均上車人次為8,086人。
根據JR東日本與千葉縣統計年鑑，1日的平均上車人次的推移如下表。
| 年度               | 1日平均 上車人次 | 來源     |
| ------------------ | ---------------- | -------- |
| 1988年（昭和63年） | 1,229            | [ * 1 ]  |
| 1989年（平成元年） | 1,805            | [ * 2 ]  |
| 1990年（平成02年） | 2,384            | [ * 3 ]  |
| 1991年（平成03年） | 2,631            | [ * 4 ]  |
| 1992年（平成04年） | 2,776            | [ * 5 ]  |
| 1993年（平成05年） | 3,122            | [ * 6 ]  |
| 1994年（平成06年） | 3,232            | [ * 7 ]  |
| 1995年（平成07年） | 3,369            | [ * 8 ]  |
| 1996年（平成08年） | 3,424            | [ * 9 ]  |
| 1997年（平成09年） | 3,489            | [ * 10 ] |
| 1998年（平成10年） | 3,679            | [ * 11 ] |
| 1999年（平成11年） | 3,814            | [ * 12 ] |
| 2000年（平成12年） | 3,907            | [ * 13 ] |
| 2001年（平成13年） | 3,923            | [ * 14 ] |
| 2002年（平成14年） | 3,972            | [ * 15 ] |
| 2003年（平成15年） | 4,181            | [ * 16 ] |
| 2004年（平成16年） | 4,413            | [ * 17 ] |
| 2005年（平成17年） | 4,696            | [ * 18 ] |
| 2006年（平成18年） | 4,943            | [ * 19 ] |
| 2007年（平成19年） | 5,177            | [ * 20 ] |
| 2008年（平成20年） | 5,493            | [ * 21 ] |
| 2009年（平成21年） | 5,694            | [ * 22 ] |
| 2010年（平成22年） | 6,047            | [ * 23 ] |
| 2011年（平成23年） | 6,377            | [ * 24 ] |
| 2012年（平成24年） | 6,569            | [ * 25 ] |
| 2013年（平成25年） | 7,079            | [ * 26 ] |
| 2014年（平成26年） | 7,185            | [ * 27 ] |
| 2015年（平成27年） | 7,546            | [ * 28 ] |
| 2016年（平成28年） | 7,756            | [ * 29 ] |
| 2017年（平成29年） | 7,948            | [ * 30 ] |
| 2018年（平成30年） | 8,136            |          |
| 2019年（令和元年） | 8,086            |          |

備註
1. ↑  1988年12月1日開業。開業日起至翌年3月31日為止合計121日間集計資訊。

## 历史
- 1988年（昭和63年）12月1日：市川鹽濱站開業。
- 2001年（平成13年）11月18日：智能卡系統Suica投入服務。
- 2007年（平成19年）3月22日：以發車音樂取代原有的發車鐘聲。

## 相鄰車站
東日本旅客鐵道
 京葉線
■通勤快速、■快速
通過
■各站停車
新浦安（JE 08）－市川鹽濱（JE 09）－二俁新町（JE 10）
 武藏野線直通（京葉線高谷支線）
■各站停車
新浦安（JE 08）－市川鹽濱（JE 09）－西船橋（JM 10）

### 使用情況
1. ↑  千葉県統計年鑑 （页面存档备份，存于） - 千葉県
2. ↑  市川市統計年鑑 （页面存档备份，存于） - 市川市

JR東日本2000年度以後上車人次
1. ↑  各駅の乗車人員（2000年度） （页面存档备份，存于） - JR東日本
2. ↑  各駅の乗車人員（2001年度） （页面存档备份，存于） - JR東日本
3. ↑  各駅の乗車人員（2002年度） （页面存档备份，存于） - JR東日本
4. ↑  各駅の乗車人員（2003年度） （页面存档备份，存于） - JR東日本
5. ↑  各駅の乗車人員（2004年度） （页面存档备份，存于） - JR東日本
6. ↑  各駅の乗車人員（2005年度） （页面存档备份，存于） - JR東日本
7. ↑  各駅の乗車人員（2006年度） （页面存档备份，存于） - JR東日本
8. ↑  各駅の乗車人員（2007年度） （页面存档备份，存于） - JR東日本
9. ↑  各駅の乗車人員（2008年度） （页面存档备份，存于） - JR東日本
10. ↑  各駅の乗車人員（2009年度） （页面存档备份，存于） - JR東日本
11. ↑  各駅の乗車人員（2010年度） （页面存档备份，存于） - JR東日本
12. ↑  各駅の乗車人員（2011年度） （页面存档备份，存于） - JR東日本
13. ↑  各駅の乗車人員（2012年度） （页面存档备份，存于） - JR東日本
14. ↑  各駅の乗車人員（2013年度） （页面存档备份，存于） - JR東日本
15. ↑  各駅の乗車人員（2014年度） （页面存档备份，存于） - JR東日本
16. ↑  各駅の乗車人員（2015年度） （页面存档备份，存于） - JR東日本
17. ↑  各駅の乗車人員（2016年度） （页面存档备份，存于） - JR東日本
18. ↑  各駅の乗車人員（2017年度） （页面存档备份，存于） - JR東日本
19. ↑  各駅の乗車人員（2018年度） （页面存档备份，存于） - JR東日本
20. ↑  各駅の乗車人員（2019年度） （页面存档备份，存于） - JR東日本

千葉縣統計年鑑
1. ↑  .   [2020-07-27]. （原始内容存档于2020-01-08）.
2. ↑  .   [2020-07-27]. （原始内容存档于2020-01-08）.
3. ↑  .   [2020-07-27]. （原始内容存档于2016-08-26）.
4. ↑  .   [2020-07-27]. （原始内容存档于2016-08-26）.
5. ↑  .   [2020-07-27]. （原始内容存档于2016-08-26）.
6. ↑  .   [2020-07-27]. （原始内容存档于2016-08-26）.
7. ↑  .   [2020-07-27]. （原始内容存档于2016-08-26）.
8. ↑  .   [2020-07-27]. （原始内容存档于2016-08-26）.
9. ↑  .   [2020-07-27]. （原始内容存档于2016-08-26）.
10. ↑  .   [2020-07-27]. （原始内容存档于2016-08-26）.
11. ↑  .   [2020-07-27]. （原始内容存档于2016-08-26）.
12. ↑  .   [2020-07-27]. （原始内容存档于2017-09-30）.
13. ↑  .   [2020-07-27]. （原始内容存档于2017-09-30）.
14. ↑  .   [2020-07-27]. （原始内容存档于2017-09-30）.
15. ↑  .   [2020-07-27]. （原始内容存档于2017-09-30）.
16. ↑  .   [2020-07-27]. （原始内容存档于2017-09-30）.
17. ↑  .   [2020-07-27]. （原始内容存档于2017-09-30）.
18. ↑  .   [2020-07-27]. （原始内容存档于2016-08-26）.
19. ↑  .   [2020-07-27]. （原始内容存档于2016-08-26）.
20. ↑  .   [2020-07-27]. （原始内容存档于2017-08-30）.
21. ↑  .   [2020-07-27]. （原始内容存档于2017-08-30）.
22. ↑  .   [2020-07-27]. （原始内容存档于2017-08-30）.
23. ↑  .   [2020-07-27]. （原始内容存档于2017-08-30）.
24. ↑  .   [2020-07-27]. （原始内容存档于2017-08-30）.
25. ↑  .   [2020-07-27]. （原始内容存档于2017-08-30）.
26. ↑  .   [2020-07-27]. （原始内容存档于2017-08-11）.
27. ↑  .   [2020-07-27]. （原始内容存档于2017-08-11）.
28. ↑  .   [2020-07-27]. （原始内容存档于2017-08-11）.
29. ↑  .   [2020-07-27]. （原始内容存档于2020-04-24）.
30. ↑  .   [2020-07-27]. （原始内容存档于2020-04-24）.

## 外部連結
- 車站資訊（市川鹽濱）：東日本旅客鐵道

35°40′0″N 139°55′24.8″E / 35.66667°N 139.923556°E